# Waikato International 2017
Die Waikato International 2017 im Badminton fanden vom 9. bis zum 12. August 2017 in Hamilton statt.

## Sieger und Platzierte
| Disziplin    | Gold                              | Silber                      | Bronze                                |
| ------------ | --------------------------------- | --------------------------- | ------------------------------------- |
| Herreneinzel | Erik Meijs                        | Alexander Roovers           | Lee Chia-hao                          |
| Herreneinzel | Erik Meijs                        | Alexander Roovers           | Lin Chun-yi                           |
| Dameneinzel  | Brittney Tam                      | Huang Yin-hsuan             | Lin Hsiang-ti                         |
| Dameneinzel  | Brittney Tam                      | Huang Yin-hsuan             | Lin Sih-yun                           |
| Herrendoppel | Su Li-wei Ye Hong-wei             | Chen Tang Jie Soh Wooi Yik  | Abhinav Manota Dylan Soedjasa         |
| Herrendoppel | Su Li-wei Ye Hong-wei             | Chen Tang Jie Soh Wooi Yik  | Robin Middleton Ross Smith            |
| Damendoppel  | Li Zi-qing Teng Chun-hsun         | Cheng Yu-pei Liang Chia-wei | Hung En-tzu Lin Jhih-yun              |
| Damendoppel  | Li Zi-qing Teng Chun-hsun         | Cheng Yu-pei Liang Chia-wei | Anona Pak Fransisca Angelica Rahardja |
| Mixed        | Ricky Widianto Richi Puspita Dili | Ye Hong-wei Teng Chun-hsun  | Shiau Cheng-chen Hung En-tzu          |
| Mixed        | Ricky Widianto Richi Puspita Dili | Ye Hong-wei Teng Chun-hsun  | Lu Chen Chang Yen-ting                |